# 劳拉·巴尔加斯·科赫
劳拉·巴尔加斯·科赫（西班牙語：Laura Vargas Koch，1990年6月29日—），德国女子柔道运动员。她曾代表德国参加2016年夏季奥林匹克运动会柔道比赛，获得女子70公斤级铜牌。